# بابی بلاند
بابی بلاند (انگلیسی: Bobby Bland؛ ۲۷ ژانویهٔ ۱۹۳۰ – ۲۳ ژوئن ۲۰۱۳) یک موسیقی‌دان اهل ایالات متحده آمریکا بود.